# Riserva naturale integrale Grotta Conza
La Riserva naturale integrale Grotta Conza è un'area naturale protetta della Sicilia ubicata nel territorio del comune di Palermo, nei pressi della borgata di Tommaso Natale.

## Storia
Nel Quaternario l'intero sistema dei Monti di Palermo, nel quale ricade la grotta, era lambito dal mare.
Nello spazio antistante la grotta sono stati rinvenuti, nei primi del Novecento, resti di insediamenti umani risalenti al Paleolitico:  resti di pasto composti da frammenti ossei di mammiferi e molluschi nonché utensili in selce e ossidiana, custoditi oggi in parte al Museo Geologico Gemmellaro dell'Università di Palermo.
Negli anni sessanta la grotta Conza ha rischiato di essere compromessa dalle cave per l'estrazione di materiali da costruzione.
Nel 1985 l'Assessorato Regionale Territorio e Ambiente ha inserito l'area nel Piano Regionale dei Parchi e delle Riserve Naturali, quale emergenza naturalistica meritevole di protezione.  Nel 1995 è stata formalmente istituita la Riserva e affidata in gestione alla sezione siciliana del C.A.I.

## Territorio
La Riserva sorge nell'omonima contrada situata alle pendici di Pizzo Manolfo, che assieme a Monte Raffo Rosso e Monte Gallo forma una dorsale calcarea che chiude a ovest la Conca d'Oro.
La Riserva comprende sia lo spazio antistante l'ingresso della grotta che il complesso ipogeo vero e proprio. Quest'ultimo è formato da un'unica vasta sala di circa 90 m di lunghezza  per 30 di larghezza, sviluppatasi a causa di fenomeni di carsismo, che è collegata all'esterno da un'ampia apertura semi-ellittica creatasi in seguito al crollo della volta.

## Flora
L'ingresso della grotta è circondato da una florida macchia mediterranea formata da differenti specie arbustive, tra cui la palma nana (Chamaerops humilis), l'euforbia arborea (Euphorbia dendroides),  il cappero (Capparis spinosa), il timo (Thymus vulgaris) e l'onnipresente ficodindia (Opuntia ficus-indica),  e da specie arboree quali il carrubo (Ceratonia siliqua), il mandorlo (Prunus dulcis) e il frassino da manna (Fraxinus ornus).

## Fauna
La grotta ospita colonie di pipistrelli e occasionalmente specie avifaunicole tra cui l'allocco (Strix aluco). Merita una menzione anche la fauna invertebrata ed in particolare il diplopode Orphanoiulus dinapolii, endemico del palermitano.